# Bystrzyca Dusznicka
Die Bystrzyca Dusznicka (deutsch Reinerzer Weistritz; tschechisch Dolní Bystřice auch Dušnická Bystřice) ist ein linker Nebenfluss der Glatzer Neiße in Polen. Westlich ihrer Quelle verläuft die Wasserscheide zur Nordsee.

## Flussverlauf
Die Bystrzyca Dusznicka entspringt zwischen dem Šerlich (1027 m, deutsch Scherlich-Koppe) und der Hutnicza Kopa (884 m, deutsch Hütten-Koppe) südlich von Zieleniec (Grunwald) im polnischen Teil des Adlergebirges. Bis zum Heilbad Duszniki-Zdrój (Bad Reinerz) fließt sie durch ein tiefes Tal, das das Adlergebirge vom Habelschwerdter Gebirge trennt, in nördliche Richtung und wendet sich dort nach Osten. In ihrem weiteren Lauf fließt sie durch Dolina (Hermsdorf), Bystra (Hartau) und Szczytna (Rückers) und anschließend durch das Höllental (Piekielna Dolina). Danach wendet sie sich Richtung Nordost und durchfließt das Heilbad Polanica-Zdrój (Bad Altheide) und anschließend ein Wiesengelände südlich von Szalejów Górny (Oberschwedeldorf). Vor Szalejów Dolny (Niederschwedeldorf), wo ihr von links die Cicha zufließt, ändert sich die Flussrichtung Richtung Südost. Weiter fließt sie durch Nowy Wielisław (Neuwilmsdorf), Stary Wielisław (Altwilmsdorf) und Zagórze (Soritsch). In der Nähe der Glatzer Vorstadt Książek (Pfaffendorf) mündet sie im Stadtgebiet von Kłodzko (Glatz) zwei Kilometer südlich des Stadtzentrums als linker Nebenfluss in die Glatzer Neiße. Ihre Gesamtlänge beträgt 33 Kilometer.